# Superdeporte
Superdeporte est un journal quotidien sportif espagnol, fondé en 1993. Il est détenu par le groupe Editorial Prensa Ibérica et dirigé par Julián Montoro. Centré sur le football, il couvre spécialement le Valence CF ainsi que dans une moindre mesure Levante UD et Villarreal CF.